# Lista raliurilor Campionatului Mondial de Raliuri

## Raliuri

### După titlu
Notă: textul aldin indică raliurile din 2013.
| Țara                     | Raliu                                      | Locația           | Tip de teren            | Nr. de Raliuri | Anii în WRC                                              |
| ------------------------ | ------------------------------------------ | ----------------- | ----------------------- | -------------- | -------------------------------------------------------- |
| Argentina                | Rally Argentina                            | Villa Carlos Paz  | Gravel                  | 30             | 1980 – 1981, 1983 – 1994, 1996 – 2009, 2011 – 2012       |
| Australia                | Rally Australia                            | Coffs Harbour     | Gravel                  | 19             | 1989 – 1993, 1995– 2006, 2009, 2011, 2013                |
| Austria                  | Österreichische Alpenfahrt                 | Baden             | Gravel                  | 1              | 1973                                                     |
| Brazilia                 | Rallye do Brasil                           | São Paulo         | Gravel                  | 2              | 1981 – 1982                                              |
| Bulgaria                 | Rally Bulgaria                             | Borovets          | Tarmac                  | 1              | 2010                                                     |
| Canada                   | Rally of the Rideau Lakes                  | Smiths Falls      | Gravel                  | 1              | 1974                                                     |
| Canada                   | Critérium du Québec                        | Montreal          | Gravel                  | 3              | 1977 – 1979                                              |
| China                    | China Rally                                | Guangdong         | Gravel                  | 1              | 1999                                                     |
| Côte d'Ivoire            | Rallye Côte d'Ivoire                       | Abidjan           | Mud                     | 15             | 1978 – 1992                                              |
| Cipru                    | Cyprus Rally                               | Limassol          | Tarmac/Gravel           | 8              | 2000 – 2006, 2009                                        |
| Finlanda                 | Rally Finlanda (formerly 1000 Lakes Rally) | Jyväskylä         | Gravel                  | 39             | 1973 – 1994, 1996 – 2012                                 |
| Franța                   | Tour de Corse – Rallye de France           | Ajaccio           | Tarmac                  | 35             | 1973 – 1995, 1997 – 2008                                 |
| Franța                   | Rallye de France Alsace                    | Strasbourg        | Tarmac                  | 3              | 2010 – 2012                                              |
| Germania                 | Rallye Deutschland                         | Trier             | Tarmac                  | 10             | 2002 – 2008, 2010 – 2013                                 |
| Grecia                   | Acropolis Rally                            | Lamia             | Gravel                  | 37             | 1973, 1975 – 1994, 1996 – 2009, 2011 – 2012              |
| Indonezia                | Rally Indonesia                            | Makassar          | Mud                     | 2              | 1996 – 1997                                              |
| Irlanda/ Irlanda de Nord | Rally Ireland                              | Sligo             | Tarmac with Mud         | 2              | 2007, 2009                                               |
| Italia                   | Rallye Sanremo                             | Sanremo           | Tarmac                  | 30             | 1973 – 1994, 1996 – 2003                                 |
| Italia                   | Rally d'Italia Sardegna                    | Porto Cervo       | Gravel                  | 8              | 2004 – 2009, 2011 – 2012                                 |
| Japonia                  | Rally Japan                                | Sapporo           | Gravel                  | 6              | 2004 – 2008, 2010                                        |
| Iordania                 | Jordan Rally                               | Amman             | Gravel                  | 3              | 2008, 2010 – 2011                                        |
| Kenya                    | Safari Rally                               | Nairobi           | Gravel                  | 29             | 1973 – 1994, 1996 – 2002                                 |
| Mexic                    | Rally Mexic                                | Leon              | Gravel                  | 8              | 2004 – 2008, 2010 – 2012                                 |
| Monaco/ Franța           | Monte Carlo Rally                          | Monte Carlo       | Tarmac with Ice/Snow    | 36             | 1973, 1975 – 1995, 1997 – 2008, 2012 – 2013              |
| Maroc                    | Rallye du Maroc                            | Casablanca        | Tarmac/Gravel           | 3              | 1973, 1975 – 1976                                        |
| Noua Zeelandă            | Rally Noua Zeelandă                        | Auckland          | Gravel                  | 31             | 1977, 1979 – 1980, 1982 – 1995, 1997 – 2008, 2010, 2012  |
| Norvegia                 | Rally Norway                               | Hamar             | Ice/Snow covered Gravel | 2              | 2007, 2009                                               |
| Polonia                  | Rally Poland                               | Kraków, Mikołajki | Gravel                  | 2              | 1973, 2009                                               |
| Portugalia               | Rally de Portugalia                        | Vilamoura         | Gravel                  | 33             | 1973 – 1995, 1997 – 2001, 2007, 2009 – 2012              |
| Spania                   | Rally de España                            | Salou             | Tarmac                  | 21             | 1991 – 1993, 1995 – 2012                                 |
| Suedia                   | Rally Suedia                               | Karlstad          | Ice/Snow covered Gravel | 37             | 1973, 1975 – 1989, 1991 – 1993, 1995 – 2008, 2010 – 2013 |
| Turcia                   | Rally of Turkey                            | Istanbul          | Gravel                  | 6              | 2003 – 2006, 2008, 2010                                  |
| Regatul Unit             | Wales Rally GB                             | Cardiff           | Gravel                  | 39             | 1973 – 1995, 1997 – 2012                                 |
| Statele Unite            | Press-on-Regardless Rally                  | Detroit           | Gravel                  | 2              | 1973 – 1974                                              |
| Statele Unite            | Olympus Rally                              | Tacoma            | Gravel                  | 3              | 1986 – 1988                                              |

## Raliuri după sezon

### 1973–1979
| Etapa | 1973           | 1974           | 1975           | 1976           | 1977           | 1978           | 1979           |
| ----- | -------------- | -------------- | -------------- | -------------- | -------------- | -------------- | -------------- |
| 1     | Monaco         | Portugalia     | Monaco         | Monaco         | Monaco         | Monaco         | Monaco         |
| 2     | Suedia         | Kenya          | Suedia         | Suedia         | Suedia         | Suedia         | Suedia         |
| 3     | Portugalia     | Finlanda       | Kenya          | Portugalia     | Portugalia     | Kenya          | Portugalia     |
| 4     | Kenya          | Italia         | Grecia         | Kenya          | Kenya          | Portugalia     | Kenya          |
| 5     | Maroc          | Canada         | Maroc          | Grecia         | Noua Zeelandă  | Grecia         | Grecia         |
| 6     | Grecia         | Statele Unite  | Portugalia     | Maroc          | Grecia         | Finlanda       | Noua Zeelandă  |
| 7     | Polonia        | Marea Britanie | Finlanda       | Finlanda       | Finlanda       | Canada         | Finlanda       |
| 8     | Finlanda       | Franța         | Italia         | Italia         | Canada         | Italia         | Canada         |
| 9     | Austria        |                | Franța         | Franța         | Italia         | Côte d'Ivoire  | Italia         |
| 10    | Italia         |                | Marea Britanie | Marea Britanie | Franța         | Franța         | Franța         |
| 11    | Statele Unite  |                |                |                | Marea Britanie | Marea Britanie | Marea Britanie |
| 12    | Marea Britanie |                |                |                |                |                | Côte d'Ivoire  |
| 13    | Franța         |                |                |                |                |                |                |

### 1980–1989
| Etapa | 1980           | 1981           | 1982           | 1983           | 1984           | 1985           | 1986           | 1987           | 1988           | 1989           |
| ----- | -------------- | -------------- | -------------- | -------------- | -------------- | -------------- | -------------- | -------------- | -------------- | -------------- |
| 1     | Monaco         | Monaco         | Monaco         | Monaco         | Monaco         | Monaco         | Monaco         | Monaco         | Monaco         | Suedia         |
| 2     | Suedia         | Suedia         | Suedia         | Suedia         | Suedia         | Suedia         | Suedia         | Suedia         | Suedia         | Monaco         |
| 3     | Portugalia     | Portugalia     | Portugalia     | Portugalia     | Portugalia     | Portugalia     | Portugalia     | Portugalia     | Portugalia     | Portugalia     |
| 4     | Kenya          | Kenya          | Kenya          | Kenya          | Kenya          | Kenya          | Kenya          | Kenya          | Kenya          | Kenya          |
| 5     | Grecia         | Franța         | Franța         | Franța         | Franța         | Franța         | Franța         | Franța         | Franța         | Franța         |
| 6     | Argentina      | Grecia         | Grecia         | Grecia         | Grecia         | Grecia         | Grecia         | Grecia         | Grecia         | Grecia         |
| 7     | Finlanda       | Argentina      | Noua Zeelandă  | Noua Zeelandă  | Noua Zeelandă  | Noua Zeelandă  | Noua Zeelandă  | Statele Unite  | Statele Unite  | Noua Zeelandă  |
| 8     | Noua Zeelandă  | Brazilia       | Brazilia       | Argentina      | Argentina      | Argentina      | Argentina      | Noua Zeelandă  | Noua Zeelandă  | Argentina      |
| 9     | Italia         | Finlanda       | Finlanda       | Finlanda       | Finlanda       | Finlanda       | Finlanda       | Argentina      | Argentina      | Finlanda       |
| 10    | Franța         | Italia         | Italia         | Italia         | Italia         | Italia         | Côte d'Ivoire  | Finlanda       | Finlanda       | Australia      |
| 11    | Marea Britanie | Côte d'Ivoire  | Côte d'Ivoire  | Côte d'Ivoire  | Côte d'Ivoire  | Côte d'Ivoire  | Italia         | Côte d'Ivoire  | Côte d'Ivoire  | Italia         |
| 12    | Côte d'Ivoire  | Marea Britanie | Marea Britanie | Marea Britanie | Marea Britanie | Marea Britanie | Marea Britanie | Italia         | Italia         | Côte d'Ivoire  |
| 13    |                |                |                |                |                |                | Statele Unite  | Marea Britanie | Marea Britanie | Marea Britanie |

### 1990–1999
| Rnd | 1990           | 1991           | 1992           | 1993           | 1994           | 1995           | 1996      | 1997           | 1998           | 1999           |
| --- | -------------- | -------------- | -------------- | -------------- | -------------- | -------------- | --------- | -------------- | -------------- | -------------- |
| 1   | Monaco         | Monaco         | Monaco         | Monaco         | Monaco         | Monaco         | Suedia    | Monaco         | Monaco         | Monaco         |
| 2   | Portugalia     | Suedia         | Suedia         | Suedia         | Portugalia     | Suedia         | Kenya     | Suedia         | Suedia         | Suedia         |
| 3   | Kenya          | Portugalia     | Portugalia     | Portugalia     | Kenya          | Portugalia     | Indonesia | Kenya          | Kenya          | Kenya          |
| 4   | Franța         | Kenya          | Kenya          | Kenya          | Franța         | Franța         | Grecia    | Portugalia     | Portugalia     | Portugalia     |
| 5   | Grecia         | Franța         | Franța         | Franța         | Grecia         | Noua Zeelandă  | Argentina | Spania         | Spania         | Spania         |
| 6   | Noua Zeelandă  | Grecia         | Grecia         | Grecia         | Argentina      | Australia      | Finlanda  | Franța         | Franța         | Franța         |
| 7   | Argentina      | Noua Zeelandă  | Noua Zeelandă  | Argentina      | Noua Zeelandă  | Spania         | Australia | Argentina      | Argentina      | Argentina      |
| 8   | Finlanda       | Argentina      | Argentina      | Noua Zeelandă  | Finlanda       | Marea Britanie | Italia    | Grecia         | Grecia         | Grecia         |
| 9   | Australia      | Finlanda       | Finlanda       | Finlanda       | Italia         |                | Spania    | Noua Zeelandă  | Noua Zeelandă  | Noua Zeelandă  |
| 10  | Italia         | Australia      | Australia      | Australia      | Marea Britanie |                |           | Finlanda       | Finlanda       | Finlanda       |
| 11  | Côte d'Ivoire  | Italia         | Italia         | Italia         |                |                |           | Indonesia      | Italia         | China          |
| 12  | Marea Britanie | Côte d'Ivoire  | Côte d'Ivoire  | Spania         |                |                |           | Italia         | Australia      | Italia         |
| 13  |                | Spania         | Spania         | Marea Britanie |                |                |           | Australia      | Marea Britanie | Australia      |
| 14  |                | Marea Britanie | Marea Britanie |                |                |                |           | Marea Britanie |                | Marea Britanie |

### 2000–2009
| Rnd | 2000           | 2001           | 2002           | 2003           | 2004           | 2005           | 2006           | 2007           | 2008           | 2009           |
| --- | -------------- | -------------- | -------------- | -------------- | -------------- | -------------- | -------------- | -------------- | -------------- | -------------- |
| 1   | Monaco         | Monaco         | Monaco         | Monaco         | Monaco         | Monaco         | Monaco         | Monaco         | Monaco         | Irlanda        |
| 2   | Suedia         | Suedia         | Suedia         | Suedia         | Suedia         | Suedia         | Suedia         | Suedia         | Suedia         | Norvegia       |
| 3   | Kenya          | Portugalia     | Franța         | Turcia         | Mexic          | Mexic          | Mexic          | Norvegia       | Mexic          | Cipru          |
| 4   | Portugalia     | Spania         | Spania         | Noua Zeelandă  | Noua Zeelandă  | Noua Zeelandă  | Spania         | Mexic          | Argentina      | Portugalia     |
| 5   | Spania         | Argentina      | Cipru          | Argentina      | Cipru          | Italia         | Franța         | Portugalia     | Iordania       | Argentina      |
| 6   | Argentina      | Cipru          | Argentina      | Grecia         | Grecia         | Cipru          | Argentina      | Argentina      | Italia         | Italia         |
| 7   | Grecia         | Grecia         | Grecia         | Cipru          | Turcia         | Turcia         | Italia         | Italia         | Grecia         | Grecia         |
| 8   | Noua Zeelandă  | Kenya          | Kenya          | Germania       | Argentina      | Grecia         | Grecia         | Grecia         | Turcia         | Polonia        |
| 9   | Finlanda       | Finlanda       | Finlanda       | Finlanda       | Finlanda       | Argentina      | Germania       | Finlanda       | Finlanda       | Finlanda       |
| 10  | Cipru          | Noua Zeelandă  | Germania       | Australia      | Germania       | Finlanda       | Finlanda       | Germania       | Germania       | Australia      |
| 11  | Franța         | Italia         | Italia         | Italia         | Japonia        | Germania       | Japonia        | Noua Zeelandă  | Noua Zeelandă  | Spania         |
| 12  | Italia         | Franța         | Noua Zeelandă  | Franța         | Marea Britanie | Marea Britanie | Cipru          | Spania         | Spania         | Marea Britanie |
| 13  | Australia      | Australia      | Australia      | Spania         | Italia         | Japonia        | Turcia         | Franța         | Franța         |                |
| 14  | Marea Britanie | Marea Britanie | Marea Britanie | Marea Britanie | Franța         | Franța         | Australia      | Japonia        | Japonia        |                |
| 15  |                |                |                |                | Spania         | Spania         | Noua Zeelandă  | Irlanda        | Marea Britanie |                |
| 16  |                |                |                |                | Australia      | Australia      | Marea Britanie | Marea Britanie |                |                |

### 2010–2019
| Rnd | 2010           | 2011           | 2012           | 2013           | 2014           |
| --- | -------------- | -------------- | -------------- | -------------- | -------------- |
| 1   | Suedia         | Suedia         | Monaco         | Monaco         | Monaco         |
| 2   | Mexic          | Mexic          | Suedia         | Suedia         | Suedia         |
| 3   | Iordania       | Portugalia     | Mexic          | Mexic          | Mexic          |
| 4   | Turcia         | Iordania       | Portugalia     | Portugalia     | Portugalia     |
| 5   | Noua Zeelandă  | Italia         | Argentina      | Argentina      | Argentina      |
| 6   | Portugalia     | Argentina      | Grecia         | Grecia         | Italia         |
| 7   | Bulgaria       | Grecia         | Noua Zeelandă  | Italia         | Polonia        |
| 8   | Finlanda       | Finlanda       | Finlanda       | Finlanda       | Finlanda       |
| 9   | Germania       | Germania       | Germania       | Germania       | Germania       |
| 10  | Japonia        | Australia      | Marea Britanie | Australia      | Australia      |
| 11  | Franța         | Franța         | Franța         | Franța         | Franța         |
| 12  | Spania         | Spania         | Italia         | Spania         | Spania         |
| 13  | Marea Britanie | Marea Britanie | Spania         | Marea Britanie | Marea Britanie |